# ヘンリー・ジェームズ・シニア
ヘンリー・ジェイムズ・シニア（英語: Henry James Sr., 1811年6月3日 - 1882年12月18日）は、アメリカの神学者。哲学者ウィリアム・ジェームズ、小説家ヘンリー・ジェームズの父である。

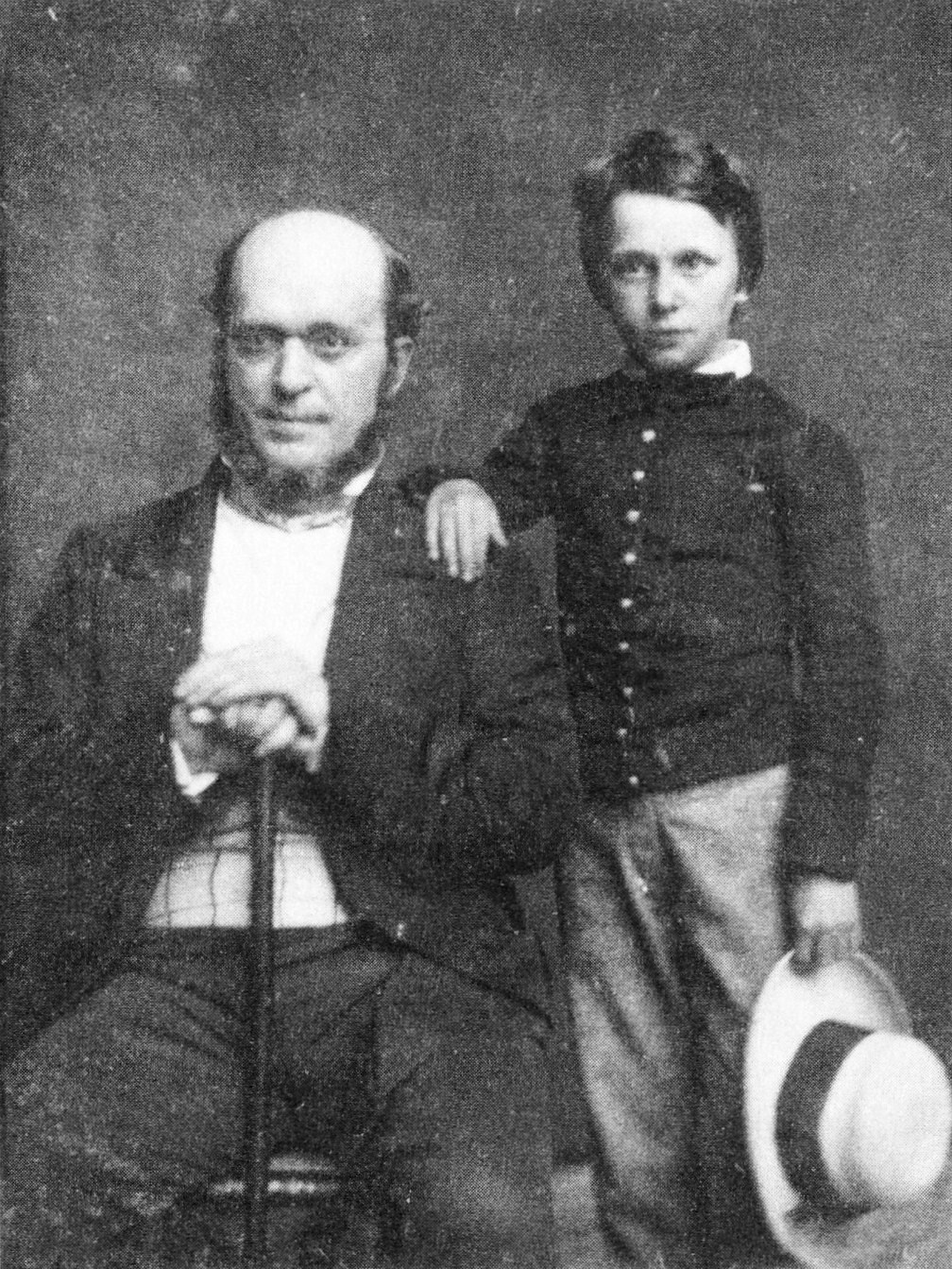
ヘンリー・ジェームズ・シニアとヘンリー・ジェームズ・ジュニア（マシュー・ブレイディによるダゲレオタイプ、1854年）